# Загадка летючої риби
Загадка летючої риби (англ. The Mystery of the Leaping Fish) — американська короткометражна кінокомедія режисера Крісті Кебенна 1916 року.

## Сюжет
Деякий приватний детектив з промовистим ім'ям Коук Еннідей проводить свій час, ділячи його на чотири періоди: сон, їжа, наркотики й випивка. Він намагається боротися з ситуацією, коли доза наркотику здатна будь-яку людину відправити в нокаут. Особливо ця його натренованість виявляється корисною тоді, коли державні спецслужби звертаються до нього за допомогою в розслідуванні контрабандних махінацій з наркотиками.

## У ролях
- Дуглас Фербенкс — Коук Еннідей
- Бессі Лав — маленька рибка Бловер
- Аллан Сірс — Гент Роллінг
- Том Вілсон — начальник поліції І. М. Кін
- Джордж Холл — японський спільник
- Вільям Лоурі — лідер банди
- Джо Мерфі — лакей на автомобілі
- Альма Рубенс — спільник лідера банди
- Чарльз Стівенс — японський спільник
- Б. Ф. Зейдман